# Dasineura oxyacanthae
Dasineura oxyacanthae är en tvåvingeart som först beskrevs av Rubsaamen 1914.  Dasineura oxyacanthae ingår i släktet Dasineura och familjen gallmyggor. Inga underarter finns listade i Catalogue of Life.